# Bšarré
Bšarré je město v Libanonu, které je střediskem stejnojmenného okresu v Severní muháfaze. Žije v něm 13 756 obyvatel.
Město leží v pohoří Libanon v nadmořské výšce okolo 1400 metrů. Pro příznivé sněhové podmínky je střediskem zimních sportů. Turisty přitahuje také les Božích cedrů na Blízkém Východě a údolí Kadíša, které byly pro množství středověkých klášterů zapsány na seznam Světové dědictví. V Bšarré se narodil spisovatel a myslitel Chalíl Džibrán, jeho rodný dům slouží jako muzeum.
Většina obyvatel města se hlásí k maronitské církvi, za libanonské občanské války bylo Bšarré s okolím baštou křesťanského hnutí Katáib. Ještě v devatenáctém století se v oblasti běžně hovořilo aramejsky.